# Viudas
Viudas è  un film argentino del 2011 scritto e diretto da Marcos Carnevale.

## Trama
L'affermata documentarista Elena, felicemente sposata con il musicista Augusto, riceve una telefonata anonima con la quale viene informata che il marito è stato ricoverato d'urgenza in ospedale. Giunta al capezzale del marito in compagnia dell'amica e assistente Esther, Elena scopre che Augusto è stato portato in ospedale da una trentenne di nome Adela: l'uomo confessa alla moglie che Adela è la sua amante e, come ultimo desiderio, le chiede di prendersi cura della ragazza. Alla morte di Augusto, sia Elena che Adela si ritrovano improvvisamente "vedove" dello stesso uomo.

## Produzione
Il film rappresenta uno dei preferiti del regista.
Una prima versione della sceneggiatura fu scritta da Bernarda Pagés, che la sottopose all'attrice Graciela Borges, la quale a sua volta propose il film a Carnevale chiedendogli di realizzarlo.
La morte di Augusto è l'espediente narrativo con cui Carnevale avvia il racconto di quattro diverse espressioni del genere femminile: la moglie tradita, la giovane amante, la domestica transessuale e l'amica fedele. I quattro personaggi mostrano rispettivamente emozioni e comportamenti differenti, descrivendo quattro modalità di vivere una stessa vicenda.
L'imitatore e comico Martín Bossi debuttò sul grande schermo nel ruolo della cameriera transessuale Justina; nella sceneggiatura originale, il personaggio aveva un peso minore, ma Carnevale decise di renderlo più centrale: lo stesso regista ricordò "Il personaggio di Martín era ad alto rischio e a un certo punto ho pensato alla fine della mia carriera". La scelta di Bossi per il ruolo fu fortemente voluta da Graciela Borges, che glielo propose quando la pellicola era ancora in fase progettuale.
Sempre su indicazione di Graciela Borges venne selezionata, tra una serie di giovani attrici argentine, Valeria Bertuccelli come interprete di Adela.
Nella colonna sonora, il tema centrale è rappresentato dal singolo Paesaggio tratto dall'omonimo album di Franco Simone, nella versione rock del cantautore Vicentico. Il brano si aggiudicò i Premios Gardel del 2012 come "canzone dell'anno".

## Accoglienza
Juliana Rodríguez assegnò tre stelle alla pellicola, sostenendo: "Il film poggia (letteralmente) sulle interpretazioni di Borges e Bertuccelli, che vestono i loro personaggi di sfumature che la storia lascia nelle loro mani. Bertuccelli, eccezionale, concentra nella sua performance un amalgama di crisi, vitalità e angoscia".
Julia Panigazzi lo definì "un film semplice, con un cast limitato e a seconda del tipo di pubblico può diventare noioso oppure ci si può far trasportare dal dolore causato dall'amore.... anche se quest'ultimo con sforzo, poiché sebbene abbia tutte le potenzialità per sviluppare una buona trama, si perde con situazioni che non portano da nessuna parte e spreca una brava comica come Valeria Bertuccelli".
Il quotidiano Clarín recensì positivamente la pellicola, in particolare il lavoro svolto da Graciela Borges "con la sua grande presenza sullo schermo, il suo tempismo e la sua meticolosa conoscenza dei codici cinematografici"
Anche Jorge Marchisio riconobbe come principale punto di forza del film "le interpretazioni solide" e affermò: "La sceneggiatura scritta dallo stesso Carnevale, a più riprese rasenta l'assurdo, e in molte altre diventa un dramma molto sentimentale, e se la storia vaga attraverso la commedia del dramma, senza essere definita da nessuno dei due generi in particolare, molto di più lo fanno i suoi personaggi, perfettamente costruiti e con abbastanza tempo sullo schermo perché lo spettatore provi empatia per loro".
Ezequiel Obregón su EscribiendoCine assegnò al film un voto pari a 8 e sintetizzò: "Viudas non è un film femminista, anche se è gratificante vedere una storia in cui il legame amichevole femminile non ha quei bordi isterici e spietati che il mainstream americano tende a mostrare con particolare predilezione (come in Sex and the City e i suoi derivati). Insomma, Viudas è un film commovente, diretto da un Carnevale maturo, con due attrici formidabili. Non è una cosa da poco".
Secondo la recensione del quotidiano El Día, "il film mette in mostra più i personaggi che la storia in sé, con Bertuccelli nel ruolo della giovane donna e Borges in quello della brava signora, due ruoli che si adattano molto bene a loro anche se li hanno già interpretati in precedenza. Degna di nota anche la partecipazione di Bossi, che riesce a conservare i momenti migliori del film con il suo ribelle e accattivante travestito Justina".
Su Página/12, Juan Pablo Bertazza sostenne che il film "non può essere incasellato in nessun genere: si passa dal dramma alla commedia, dalla tragedia all'umorismo in un istante" e concluse affermando: "Viudas è, soprattutto, un film sull'amore; ma il suo grande pregio sta nel fatto che non si tratta di un'apologia, né di un inno, né di un canto epico, ma piuttosto di una radiografia sensibile ma sottile capace di mostrare le sue miserie e i suoi punti deboli".
La pellicola fu un successo al botteghino: risultò essere il secondo film non statunitense di maggior incasso in Argentina nel 2011.

## Riconoscimenti
- 2011 - Premio Sur
  - Candidatura alla migliore attrice protagonista a Graciela Borges
  - Candidatura alla migliore attrice protagonista a Valeria Bertuccelli
  - Candidatura al miglior attore rivelazione a Martín Bossi

- 2012 - Condor d'argento
  - Candidatura alla migliore attrice protagonista a Graciela Borges
  - Candidatura alla migliore rivelazione maschile a Martín Bossi